# Arnór Ingvi Traustason
Arnór Ingvi Traustason (* 30. dubna 1993, Keflavík, Island) je islandský fotbalový záložník a reprezentant, od července 2016 hráč klubu Rapid Vídeň.

## Klubová kariéra
- UMF Njardvik (mládež)
- Keflavík ÍF 2010–2013
- →  Sandnes Ulf 2012 (hostování)
- IFK Norrköping 2014–2016
- Rapid Vídeň 2016–

## Reprezentační kariéra
Arnór Ingvi hrál za islandské mládežnické reprezentační výběry U17, U19 a U21.
V A-mužstvu Islandu debutoval 13. 11. 2015 v přátelském utkání ve Varšavě proti reprezentaci Polska (prohra 2:4). Dvojice trenérů islandského národního týmu Lars Lagerbäck a Heimir Hallgrímsson jej zařadila do závěrečné 23členné nominace na EURO 2016 ve Francii, kam se Island probojoval z kvalifikační skupiny A (byl to zároveň premiérový postup Islandu na Mistrovství Evropy). Na evropském šampionátu se islandské mužstvo probojovalo až do čtvrtfinále, kde podlehlo Francii 2:5 a na turnaji skončilo.